# Improduce Me
Improduce Me е трупа в София за сценично изкуство.
Занимава се с музика и актьорско майсторство, като поставя мюзикъли на клубна сцена и импровизационен театър, посредством своите едноименни проекти – Improduce Me Theater, Improduce Me Duo и MusiCalling.
Създадена е през 2013 година от Николай Димитров и Иван Парушев чрез Trainer.bg, с помощта на корпоративния консултинг.

## Theater
Improduce Me Theater се занимава със сценично изкуство, познато за широката аудитория като импровизационен театър (импро).
Първоначално театралната трупа е с няколко членове, сред които Димитров и Парушев. До март 2014 година колективът почти се разбива и двамата започват набиране на нови актьори. Същия месец постъпва Стефан Стаменов, а през април – Евлоги Христов и Марио Георгиев – Хипи. Дотогава участниците в трупата са само Димитров, Парушев и Хинка Станимирова. Първото представление на Improduce Me Theater е през април 2014 година, като тестово. Първото им официално такова е през май 2014 година в Културен Дом „Красно Село“. До края на годината, трупата поставя своя импро театър на разнообразни места. Сред техните фенове са Емил Горанов и Адриян Хаджийски, които започват да посещават импро академията и бързо си намират място в трупата.
След като Хинка Станимирова заминава за Швейцария през януари същата година, Improduce Me Theater става изцяло мъжка група. От септември 2015 година в представленията им започва да взима участие Ирина Геновска.
Improduce Me Theater започват да набират фенове, след като клуб „Ялта“ им предлага участие в своята зала Art Room през февруари 2015 година. След успеха на представлението клубът им дава 2 дати на месец за участие. Трупата поддържа и веднъж месечно участия в Културния дом „Красно село“, както и редица други клубове, сред които „Антракт“ и „Студио 5“.
Импротеатърът, който Improduce Me Theater предоставя, е изцяло импровизиран. Контекстът на сцените, които се разиграват, се задават от публиката, след което актьорите изграждат сюжет по него. Всичко се случва на момента, без предварителен сценарий, заради което понякога самите актьори нямат представа накъде отива самата сцена.

## Duo
Improduce Me Duo е съставено от Преслава Андреева (глас) и Николай Димитров (глас, китара). Дуетът пресъздава популярни песни, както и авторски песни. В репертоара има запазено място и за така наречената „Импро песен за...“, където многоточието е заместено от предложение на публиката. Песента се измисля на момента.
Дуетът се подвизава както в столични клубове, така и извън София.

## MusiCalling
MusiCalling се занимава с поставянето на бродуейски мюзикъли на клубна сцена. През 2013 година трупата представя за пръв път най-известните партии от „Фантома от операта“, а в началото на 2014 година и продължението „Любовта не умира“ от Андрю Лойд Уебър. Спектакълът е изцяло на английски език, придружен с превод на музикалните партии и реплики. През 2014 година MusiCalling започва разработването на авторския мюзикъл от Николай Димитров – „Сънища отнякъде“, както и „Доктор Хоръбъл и неговият караоке блог“ от Джош Уедън. През октомври 2015 година трупата поставя втория разработен мюзикъл „Злата вещица от запада“, по мюзикъла Wicked от Стивън Шварц.

## Преподаване
Освен със своите представления, Improduce Me се занимава с преподаване на уроци в областта на импрото и музиката.
Импротеатър
В академията на Improduce Me се преподава изкуството на импровизацията.
Хорово пеене
В хора на Improduce Me се преподава основата на пеенето и начален солфеж.